# 鄭金伊
鄭金伊，或稱貴人鄭氏（귀인 정씨 ，?年—1504年），鄭仁石之女，朝鮮成宗的後宮嬪御，安陽君、鳳安君與靜惠翁主之母。名字出自於燕山君日記。

## 生平
鄭氏原為成宗淑容（最初的封號不詳）歷史紀載有提及她為鄭昭容，成宗後宮雖多，但她與另一位後宮淑儀嚴氏
都相當得到成宗的寵愛。傳說由於成宗繼妃尹氏善妒，隨身攜帶毒藥，欲謀害受寵的後宮，使得兩人恐懼之餘，一方面為了保命，另一方面為了爭寵，常常在成宗生母仁粹大妃與成宗面前挑撥。
成宗八年，有人送諺文書信至德宗後宮淑儀權氏（成宗庶母，後封貴人）的私宅，書信上寫著嚴淑儀與鄭淑容意圖謀害王妃尹氏（即廢妃尹氏）與元子（即燕山君）一事，原本要嚴刑拷問兩人，但因鄭氏懷孕而暫緩執行。不過事情發展到最後卻被認為是尹氏陷害後宮的陰謀，也種下尹氏被廢賜死的因果。
因為鄭氏成為王的後宮，連帶使得她的同胞兄弟姐妹受到提攜，被提高身份，成為良民。由此可知，鄭氏原本的出身並不高。
燕山君即位後，嚴氏與鄭氏皆晉級為正二品昭儀。後來燕山君認為嚴、鄭兩人是陷害母親的主謀，決定替母親報仇。
燕山君十年（1504年）三月二十日，燕山君將安陽君、鳳安君關在囚牢內並給予各杖刑八十及流配外島，當晚三更，燕山君將鄭氏、嚴氏綑綁並給予刑求，之後還召安陽君、鳳安君前來杖打母親，但安陽君、鳳安君不忍心，燕山君便令人將鄭氏、嚴氏殺害，還令內需司將鄭氏、嚴氏二人棄屍山野。翌日，燕山君還賜安陽君馬一匹，理由是奉燕山君之命杖打母親而給予賞賜。
三月二十六日，燕山君傳旨將鄭氏、嚴氏貶為庶人。三月二十七日，燕山君傳旨將鄭氏之父給予杖刑一百，義禁府堂上官許琛、金勘表示鄭氏之父年齡已超過八十歲，依法不必連坐，但燕山君說「不必拘泥於律法！」。三月二十九日，燕山君傳旨：「鄭氏、嚴氏二人乃罪人之中的罪人，其葬禮以庶人身份辦理即可。」。四月一日，燕山君下旨將鄭氏之父斬首。
中宗元年（1506年）十月，恢復嚴氏和鄭氏昭儀的身份，同年十一月追封兩人為貴人。

## 附註
1. ↑  即貴人嚴氏，本名「嚴銀召史」，生有一女，恭愼翁主。
2. ↑  雖然燕山君追究責任時權氏也被牽連，但此書信是否是權氏為陷害尹氏而刻意製造，或是權氏剛好被選中投遞書信並無法確定，畢竟她與尹氏之間似乎沒有太多關聯。
3. ↑  《成宗實錄》220卷，成宗19年（1488年 / 戊申年 / 明弘治元年）9月18日（戊寅）
  - 命淑容鄭氏同生及仁粹王大妃殿侍女尙宮曺氏同生皆永許爲良。
4. ↑  《燕山君日記》54卷，燕山君10年（1504年 / 甲子年 / 明弘治17年）6月27日（丙戌）
  - 傳曰：「銀召伊、鄭金伊、於里尼、豆大等亦依克均等例，瀦家，立石紀罪，埋屍處竝立石。」又令金勘等製罪名文。銀召伊卽成宗後宮昭儀嚴氏，鄭金伊卽成宗後宮昭儀鄭氏，於里尼卽成宗保母，豆大成宗時典言也。
5. ↑  燕山 52卷, 10年(1504 甲子 / 명 홍치(弘治) 17年) 3月 20日(辛巳)
○傳曰: “安陽君㤚、鳳安君㦀鎖項囚獄。” 又傳曰: “直宿承旨二人往當直廳, 杖㤚、㦀各八十, 付處外方。 且義禁府郞廳一員領獄卒十人, 待命于金虎門外。” 又傳曰: “㤚、㦀拿來于昌慶宮。” 㤚、㦀入宮良久, 傳曰: “竝皆放送。” 㤚、㦀出, 夜已三鼓。 㤚、㦀鄭氏之出。 王以母妃尹氏廢死, 由於嚴、鄭之譖, 夜縛嚴、鄭于宮庭, 手自亂擊踐踏之, 召㤚、㦀, 指嚴、鄭曰: “撲此罪人。” 㤚暗不知爲誰撲之, 㤚心知其爲母, 不忍加杖。 王不之快, 令人亂撲, 備諸慘酷, 竟殺之。 王手劎立慈順王大妃寢殿外, 厲聲連叫曰: “速出庭下。” 甚迫。 侍女皆散走, 大妃猶不出, 賴王妃愼氏追到力救, 得不危。 王捽㤚、㦀髮, 至仁粹大妃寢殿, 開戶辱之曰: “此大妃愛孫, 所進觴可一嘗。” 督㤚進爵, 大妃不得已許之。 王又曰: “愛孫其無賜乎?” 大妃驚, 遽取布二匹賜之。 王曰: “大妃何殺我母?” 多有不遜之辭。 後令內需司取嚴、鄭屍, 裂而醢之, 散棄山野
6. ↑  燕山 52卷, 10年(1504 甲子 / 명 홍치(弘治) 17年) 3月 21日(壬午)
○壬午/傳曰: “安陽君㤚其賜熟馬一匹。” 以㤚前夜承命杖其母賞之。
7. ↑  燕山 52卷, 10年(1504 甲子 / 명 홍치(弘治) 17年) 3月 26日(丁亥)
○丁亥/下御書曰:

嚴氏、鄭氏犯重罪, 已貶爲庶人。 其初受賜奴婢及田地, 無遺推刷, 令勿齒後宮, 其子亦勿視宗親。
8. ↑  燕山 52卷, 10年(1504 甲子 / 명 홍치(弘治) 17年) 3月 27日(戊子)
○傳曰: “嚴氏、鄭氏勿稱姓氏, 其父母、同生竝決杖一百, 極邊安置。” 義禁府堂上許琛、金勘啓: “嚴氏父山壽年八十二, 其姊金召史爲丹溪副正妻, 孽妹末今爲許則同妻, 兄嚴誨爲山松繼後, 鄭氏父仁石年八十一。 律云: ‘年八十以上者, 不在緣坐之限, 出嫁及過房者, 皆不坐。’ 若依律則此五人皆當不坐。” 傳曰: “此不可拘於律文也。”
9. ↑  燕山 52卷, 10年(1504 甲子 / 명 홍치(弘治) 17年) 3月 29日(庚寅)
○傳曰: “近來趨勢成風, 宰相之家或稱前日提調堂上, 或稱前日幕僚軍官, 爭謁群奔, 談論譏議, 無所不至, 其弊甚鉅。 一依奔競例, 禁止節目商議以啓。” 傳于內需司曰: “鄭金伊、(銀召史)〔銀召伊〕罪人中之罪人, 今皆病死, 其斂葬, 依庶人例。”
10. ↑  燕山 52卷, 10年(1504 甲子 / 명 홍치(弘治) 17年) 4月 1日(壬辰)
○命斬嚴山壽、鄭仁石。
11. ↑  中宗 1卷, 1年(1506 丙寅 / 명 정덕(正德) 1年) 10月 27日(壬申)
○壬申/傳曰: “成宗昭儀嚴氏、鄭氏, 復爵禮葬。”
12. ↑  中宗 1卷, 1年(1506 丙寅 / 명 정덕(正德) 1年) 11月 11日(丙戌)

○傳曰: “卒嚴貴人、鄭貴人【被害於燕山。】三年祭物, 磨鍊題給。”